# Tarot français
Pour les articles homonymes, voir Tarot (homonymie).
Le tarot ou tarot français est un jeu de cartes se pratiquant généralement à quatre joueurs, mais il existe des variantes pour trois et cinq joueurs.

## Histoire et origine
Les jeux de cartes sont apparus en Europe à la fin du XIVe siècle ; ils auraient pu être introduits d'Italie ou de Catalogne.
Les plus anciens tarots connus aujourd'hui ont été faits pour la famille Visconti de Milan dans la première moitié du XVe siècle.
Les carte da trionfi ou naipe a trionfi sont mentionnées pour la première fois au milieu du XVe siècle en Italie du Nord. Le mot italien tarocchi et le mot français tarot sont mentionnés pour la première fois au début du XVIe siècle.
Le mot français tarot vient probablement de l'italien tarocco (au pluriel tarocchi). En français, le mot tarot a donné au XVIIe siècle les mots taroter et tarotage.
C'est au tout début du XVIe siècle que le jeu de tarot arrive en France. Cité en 1534 par Rabelais dans Gargantua et à la mode jusqu'en 1650, époque à laquelle il était joué à trois suivant la règle de 1655, il semble qu'au XVIIIe siècle en France il ne soit guère plus joué qu'en Provence. Remis au goût du jour à la fin du XVIIIe siècle et au XIXe siècle — époque à laquelle les tarots anciens appelés depuis les années 1930 « Tarots de Marseille » étaient désignés comme tarots italiens — il sera largement adopté au XXe siècle vers 1950 puis sera établie la Fédération française de tarot en 1973 qui consacrera comme officielle la règle moderne à quatre joueurs et le jeu quasi exclusif avec les cartes modernisées à enseignes françaises.
Au XVIIIe siècle, les cartes du jeu de tarot sont associées à la pratique de la cartomancie et utilisées depuis pour le tarot divinatoire. Les cartes anciennes à enseignes italiennes sont en général privilégiées pour cette utilisation.

## Les cartes

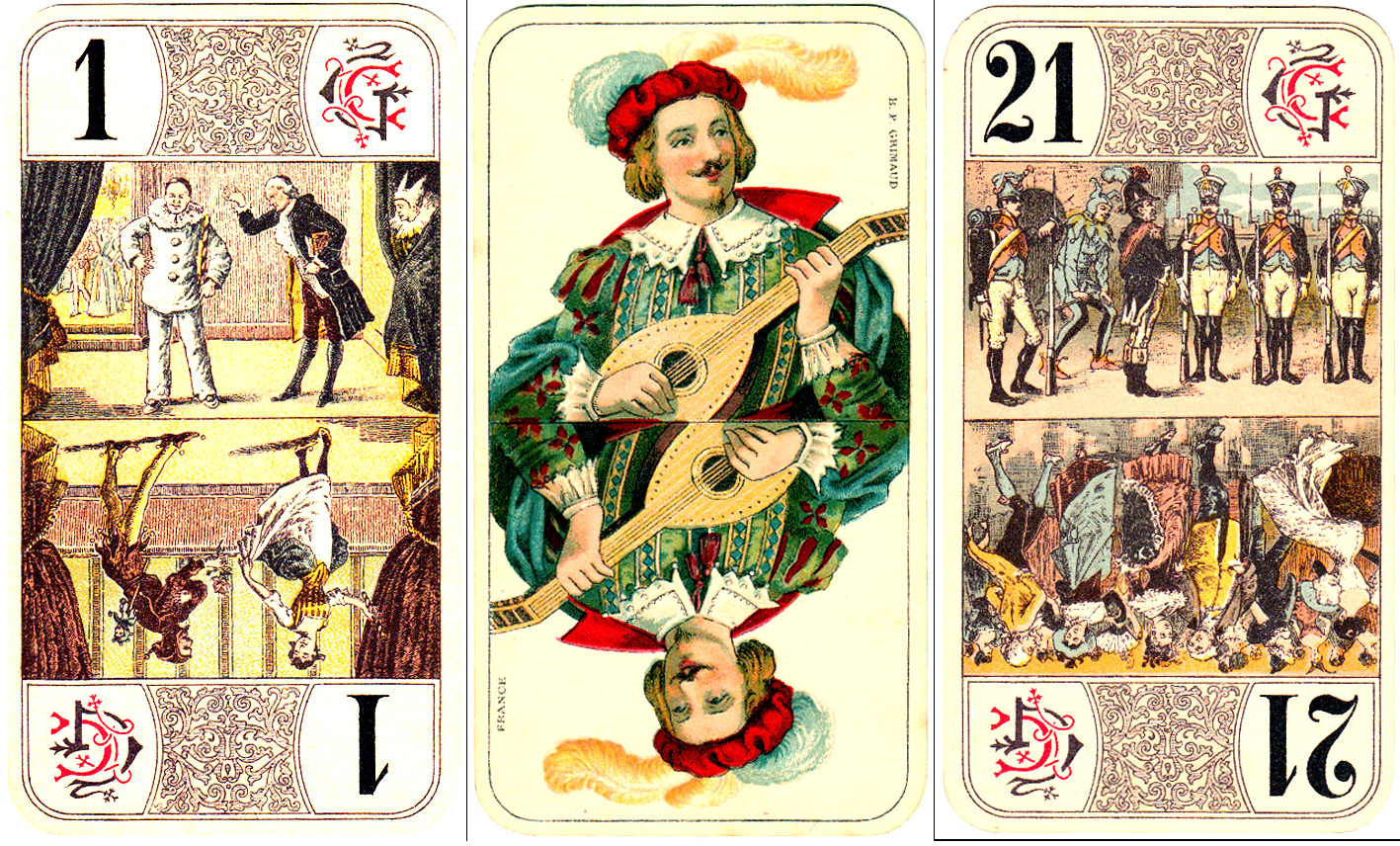
Les trois bouts ou oudlers.

Les cartes de tarot sont une version modernisée au XIXe siècle des cartes du tarot dit « de Marseille ».
Un jeu de tarot comporte 78 cartes à jouer :
1. Cinquante-six cartes réparties en quatorze cartes des quatre enseignes françaises traditionnelles : pique, cœur, carreau et trèfle. Dans chaque couleur s'intercale un cavalier entre la dame et le valet.
2. Vingt-et-une cartes portant un numéro : ce sont les atouts, qui ont priorité sur les couleurs. Le numéro indique la force de chaque atout, du plus fort (le 21) au plus faible (le 1, appelé « petit »).
3. L'« excuse », une carte marquée d'une étoile et représentant un joueur de mandoline. Elle remplit un rôle équivalent au joker du poker (ce dernier ayant été inventé beaucoup plus tard [réf. nécessaire]).

Pour le jeu de tarot, les atouts extrêmes, soit le 21 et le 1, ainsi que l'excuse, sont les trois « bouts », également appelés « oudlers ». C'est autour de ces trois cartes que s'organise toute la stratégie du jeu de tarot.
Ces 78 cartes forment un total de 91 points que l'on compte ainsi :
1. toujours deux par deux. Une carte simple doit ainsi toujours être comptée avec un bout, un honneur (Roi, Dame, Cavalier, Valet) ou une seconde carte simple.
2. chaque paire avec un bout (ou oudler) et une carte simple compte pour 5 points.
3. chaque paire avec un honneur (Roi, Dame, Cavalier, Valet) et carte simple compte selon l'honneur respectivement pour 5, 4, 3 et 2 points.
4. le reste des paires de cartes (les 19 autres atouts et les cartes basses) comptent chacune pour 1 point.
5. dans le cas où une carte resterait seule à la fin du comptage, elle va au camp qui a remporté la donne.

### Format
Le format des cartes est plus long que celui des jeux de cartes du type bridge ou poker. En effet, le nombre de cartes distribuées étant assez grand (18 cartes par joueur à 4, 15 à 5 et 24 à 3), il serait difficile de les garder en main avec le format ordinaire. Par ailleurs, ce format est celui de la plupart des variantes du tarot de Marseille, dont dérivent ces cartes.
Les dimensions classiques d'une carte de tarot sont de 60 × 112 mm.

## Déroulement d'une partie à quatre joueurs
Le tarot se joue officiellement à quatre joueurs. Il existe cependant des variantes à trois ou cinq joueurs.

### La donne
Une fois le donneur désigné, il distribue les cartes trois par trois en commençant par le joueur à sa droite et en allant dans le sens antihoraire. Il constitue, en même temps qu'il distribue, un « chien » de six cartes qu'il choisit comme bon lui semble. Le chien est constitué à raison d'une carte à la fois (il y a au moins une distribution de trois cartes à un joueur entre deux cartes déposées dans le chien). Il est interdit de déposer la première et la dernière carte de la pile dans le chien.
Si un joueur ne dispose que d'un seul atout dans sa main et que cet atout est le 1 (aussi appelé « petit »), il dévoile obligatoirement sa main, la donne est annulée et on procède à une nouvelle distribution. On dit ainsi que le petit est « sec ». Le petit sec, si accompagné de l'excuse, n'annule pas la donne. Ce cas peut aussi se produire après l'écart.

### Les enchères
Les enchères se déroulent en un tour, une fois les cartes distribuées. Chacun son tour, si le joueur estime qu'il ne peut pas prendre, il dit « (Je) passe. » ; s'il pense pouvoir gagner, il choisit un pari parmi quatre possibilités :
- la prise (il dit « Je prise. » ou « Je prends. ») ;
- la garde (il dit « Je garde (le chien). »), qui doublera les points ;
- la garde sans le chien (il dit « Je garde sans (le chien). »), qui quadruplera les points ;
- la garde contre le chien (il dit « Je garde contre (le chien) »), qui sextuplera les points.

Le joueur ayant choisi la plus grosse mise prend le chien s'il s'agit d'une prise ou d'une garde simple. Les six cartes sont montrées à tous, puis le preneur les incorpore dans son jeu. Il devra alors écarter, secrètement, autant de cartes qui constituent alors ses premiers points de la donne. Il est interdit d'écarter un roi ou un bout (oudler). On peut écarter un atout seulement s'il n'est pas possible de faire autrement ; dans ce cas, il doit être montré à la défense.
En cas de garde sans le chien, celui-ci n'est pas révélé, il est acquis au preneur et les points qu'il contient sont ajoutés à son total en fin de partie. En cas de garde contre le chien, celui-ci n'est pas révélé, il est acquis à la défense et les points qu'il contient sont ajoutés au total de la défense en fin de partie.
Éventuellement, le chelem, c’est-à-dire le pari de réaliser toutes les levées, peut être annoncé par le preneur après avoir fait son écart : si le preneur le réalise, il remporte une prime de 400 points. Cependant, si le preneur réalise le chelem mais ne l’a pas annoncé au préalable, il remporte seulement 200 points supplémentaires. Enfin, si le preneur annonce le chelem mais ne le réalise pas, 200 points sont déduits de son total.
Si personne ne se prononce, les cartes sont brassées à nouveau et redistribuées pour une nouvelle période d'enchères.

#### Variante d'enchères
Dans certaines parties récréatives, et afin d'éviter des donnes abandonnées et les redistributions de cartes, il est possible d'avoir une enchère similaire à la « Parole » (check) du poker : le joueur ne s'engage pas à prendre une enchère mais réserve son avis à un second tour d'enchère. Suivant les variantes, cette Parole permet ensuite de choisir librement une enchère parmi celles retenues (de « prise » à « garde contre »). Cette variante n'est pas acceptée dans les jeux de tournois.
Dans certaines régions, des joueurs acceptent l'enchère « pousse » qui se situe entre la prise et la garde simple. Les contrats valent alors 10, 20, 40, 80 et 160 points. Cette annonce n'est pas acceptée dans les jeux de tournois. Dans cette variante, la prise simple est nommée la « petite » (le joueur dit « Petite »). 
Quand un joueur a fait une annonce et qu'un autre joueur surenchérit, le premier joueur peut à son tour surenchérir ou laisser.

### Les contrats
Les points du contrat pour le preneur dépendent du nombre d'oudlers qu'il détient dans ses levées (ou plis) à la fin de la donne.
- sans oudler, il faut faire au moins 56 points ;
- avec 1 oudler, il faut faire au moins 51 points ;
- avec 2 oudlers, il faut faire au moins 41 points ;
- avec 3 oudlers, il faut faire au moins 36 points.

### Les annonces

#### La poignée
Avoir une poignée, c’est avoir dans son jeu un grand nombre d’atouts (l’excuse comptant comme un atout). Un joueur possédant une poignée peut, s’il le désire, l’annoncer et la présenter les atouts classés dans l’ordre décroissant, complète et en une seule fois, juste avant de jouer sa première carte. Il existe :
- la simple poignée : dix atouts (treize atouts à trois joueurs, huit à cinq joueurs) ; la prime est de 20 points ;
- la double poignée : treize atouts (quinze à trois joueurs, dix à cinq joueurs) ; la prime est de 30 points ;
- la triple poignée : quinze atouts (dix-huit à trois joueurs, treize à cinq joueurs) ; la prime est de 40 points.

Ces primes gardent la même valeur quel que soit le contrat. La prime est acquise au camp vainqueur de la donne. L’excuse dans la poignée indique que le joueur ne possède pas d’autres atouts. Il n’est nullement obligatoire de présenter les bouts ou les atouts extrêmes pour le joueur possédant plus d’atouts que ce que sa poignée requiert. Un joueur qui posséderait les quatre rois et quinze atouts et aurait dû écarter un atout est autorisé à présenter une triple poignée, en intégrant l’atout écarté qui a été préalablement montré à la défense.
Il n’est pas obligatoire de présenter une poignée.

#### Le petit au bout
Si le petit fait partie de la dernière levée, on dit qu'il est « au bout ». Le camp qui réalise la dernière levée, à condition que cette levée comprenne le petit, bénéficie d'une prime de 10 points, multipliable selon le contrat, quel que soit le résultat de la donne.

#### Variante: les misères
Lorsqu'un joueur n'a pas d'atout (ni l'excuse) dans sa main, il peut annoncer une « misère d'atout » avant de poser la première carte. De la même façon, lorsqu'un joueur ne dispose pas de figure dans sa main, il peut annoncer une « misère de figure ». L'annonce se fait en fonction des cartes en main et ne tient pas compte de celles présentes ou non dans le chien.
Ces « misères » lui octroient une bonification (variable suivant les régions) qui est retirée des points de l'équipe gagnante.
Cette variante ne fait pas partie des règles de la Fédération française de tarot (FFT) et n'est généralement pas admise durant les tournois.

### Déroulement de la partie
Le preneur va jouer contre 3 adversaires qui forment la défense.
La première carte, l'entame de la première levée (pli), est jouée par le joueur placé à droite du donneur. Puis chaque joueur joue à son tour en tournant dans le sens inverse des aiguilles d'une montre. Le joueur ayant réalisé la première levée entame la prochaine levée, et ainsi de suite.
Le jeu se déroule alors selon les règles suivantes :
- l'entame de chaque pli détermine les cartes demandées aux autres joueurs. On dit à l'atout s'il s'agit d'atout, ou sinon à la couleur (et par exemple à pique). Si la première carte d'une levée est l'excuse, c'est la carte suivante qui détermine la couleur jouée.
- à la couleur, on est obligé de fournir la couleur demandée si on en a, mais pas de monter (jouer une carte plus forte).
- si l'on ne possède pas de carte de la couleur demandée, on est obligé de couper (jouer atout). Si un autre joueur a déjà coupé, on est obligé de surcouper (couper avec un atout supérieur) si l'on peut. Sinon, on pisse (sous-coupe) en jouant un autre atout.
- à l'atout, on est obligé de monter sur le plus fort atout déjà en jeu si l'on peut, même s'il appartient à un partenaire. Sinon, on pisse (sous-coupe) en jouant n'importe quel atout.
- on se défausse (joue une carte de son choix) si l'on ne possède ni carte de la couleur demandée, ni atout.
- quelles que soient les contraintes ci-dessus, il est possible de jouer l'excuse librement et en remplacement de n'importe quelle carte, sauf au dernier pli de la donne. Elle ne permet pas de réaliser une levée (sauf en cas de chelem), mais elle reste la propriété du camp qui la détient. Celui qui l'a jouée récupère l'excuse et l'incorpore dans le tas des plis qu'il a déjà faits. Il y prend une carte sans valeur (basse carte en couleur ou atout) qu'il donne au camp qui a remporté le pli pour remplacer l'excuse. Si l'excuse venait à être jouée sur le dernier pli de la donne, elle change obligatoirement de camp.
- en cas de chelem réussi par le camp du preneur ne possédant pas l'excuse, cette carte jouée normalement reste la propriété de la défense et compte pour 4 points.
- en cas de chelem, le preneur, s'il a l’excuse, doit la jouer en dernier : le pli lui reviendra.

### Calcul des scores et la marque
À la fin de la partie, on compte les points contenus dans les levées du preneur d'une part et dans celles de la défense d'autre part (complément à 91). Pour gagner son contrat, le preneur doit réaliser un nombre de points minimum indiqué à la rubrique Contrat. Si le nombre de points est exactement réalisé, le contrat est « juste fait »; si le nombre de points est supérieur, les points supplémentaires sont des points de gain ; si le nombre de points est inférieur, le contrat est chuté et le nombre de points manquants correspond à des points de perte.
Tout contrat valant arbitrairement 25 points, on rajoute 25 points au nombre de points de gain ou de perte. On multiplie ce score selon l'enchère (voir sous cette rubrique). On rajoute les primes de poignée, de petit au bout et de chelem s'il y a lieu.
Chaque défenseur marquera ces points, en moins si l'attaquant a réalisé son contrat ; en plus, si l'attaquant a chuté. L'attaquant marquera en positif les points donnés par la défense, en négatif les points gagnés par la défense. Le total de tous les scores d'une donne doit être égal à 0.

#### Variante de marquage
Dans certaines régions, le tarot traditionnel se jouait avec une « mouche » : le donneur devait miser 5 points, et la mouche était augmentée de 10, 20, 40, 80 ou 160 par chaque joueur (sauf le preneur) selon qu'il s'agissait d'une Prise, d'une Pousse, d'une Garde avec le chien, d'une Garde sans le chien ou d'une Garde contre le chien.
- Si personne ne prenait, au tour suivant la mouche était augmentée de la mise du donneur et on recommençait.
- Si l'attaquant gagnait, il empochait la Mouche.
- S'il chutait, il doublait la mouche en y remettant en plus la somme qui y était.

## Variante à trois joueurs
La règle est quasiment la même qu’à quatre joueurs. Les contrats sont identiques. En revanche, les cartes sont distribuées quatre par quatre (le chien étant toujours constitué de six cartes). Chaque joueur reçoit ainsi vingt-quatre cartes. La simple poignée est composée de treize Atouts, la double Poignée de quinze Atouts et la triple Poignée de dix-huit Atouts.

## Variante à cinq joueurs
La règle est différente du jeu à quatre joueurs, avec notamment « l'appel au roi ». Le jeu est légèrement plus compliqué, mais il est plus facile de prendre.
Le chien est constitué de trois cartes, chaque joueur reçoit quinze cartes. Les contrats sont identiques. La simple poignée est composée de huit atouts, la double poignée de dix atouts et la triple poignée de treize atouts. Pour la marque, le calcul des points alloués aux défenseurs est le même qu’à quatre joueurs.
Lorsque l’un des joueurs décide de prendre, il doit, avant d'avoir retourné le chien, appeler un roi. Celui qui possède ce roi devient alors son partenaire pour la partie et ne se dévoile, autant au preneur qu'aux défenseurs, qu'en jouant cette carte.
Lorsque le preneur possède quatre rois, il peut appeler une dame (voire un cavalier s'il a quatre rois et quatre dames ou un valet s’il a quatre grands mariages). Il peut s’appeler lui-même en appelant un roi faisant partie de son jeu. Si la carte appelée est au chien ou si le preneur s’est appelé, alors le preneur joue seul contre les quatre autres joueurs (défenseurs). Sinon le détenteur de la carte appelée devient son partenaire (associé) et le jeu se joue à deux (le preneur et l’associé) contre trois.
L’entame ne peut pas être faite dans la couleur de la carte appelée par le preneur sauf si cette entame est faite de la carte appelée. Le partenaire du preneur ne doit pas faire état de son appartenance au camp attaquant jusqu'à ce qu’il joue le roi appelé, même s'il peut choisir par son comportement de jeu de laisser peu d’illusions aux adversaires, par exemple en donnant des points ou son petit au preneur.
Les points sont attribués, en plus ou en moins selon la réussite ou la chute, entre les deux attaquants en proportion de deux tiers pour le preneur, un tiers pour le partenaire. Les points sont multipliés par quatre pour l'attaquant s'il a joué seul contre quatre. Le total des cinq scores (du preneur, du partenaire et de chacun des trois défenseurs) est donc égal à zéro.